# Epictia borapeliotes
Epictia borapeliotes là một loài rắn trong họ Leptotyphlopidae. Loài này được Vanzolini miêu tả khoa học đầu tiên năm 1996.